# Kekoa Bacalso
Kekoa Bacalso est un surfeur professionnel américain né le 9 janvier 1981 à Mililani sur l'île de Oahu à Hawaï.

## Biographie
À la suite de son titre de Champion du monde Junior 2006, Kekoa Bacalso a commencé le WQS en 2007 et grâce à sa victoire au Sri Lanka Airlines Pro à Pasta Point (WQS 6 étoiles prime) qui a joué un rôle important dans sa qualification pour l'ASP World Tour 2009. Il est aussi finaliste au Reef Hawaiian Pro à Haleiwa (WQS 6 étoiles prime).

## Palmarès

### Titres
- 2006 : Champion du Monde WJC.

### Victoires
- 2008 : SriLankan Airlines Pro, Pasta Point, Maldives (WQS 6 étoiles prime)